# Men Huifeng
Dans ce nom, le nom de famille, Men, précède le nom personnel.
Le maître Men Huifeng (chinois traditionnel : 門惠豐 ; pinyin : mén huìfēng), surnommé « l'Encyclopédie vivante du Wushu » par ses élèves, est un expert chinois en Wushu et plus particulièrement en  (Taich'i chuan). Il est 9e Duan de wushu.

## Biographie
Durant les années trente, à la suite de la mort de son père tué par les forces d'occupation japonaise en Chine, Men Huifeng a été élevé par un maître de tir à l'arc chinois.
Il est cocréateur, avec son épouse Kan Guixiang (闞桂香), élève de Tian Xiuchen, du style Dongyue Taijiquan (東岳太極拳). Kan Guixiang est 8e Duan de wushu. Elle est une experte en taiji quan du Style Chen (陳式太極拳).
Prs Men Huifeng et Kan Guixiang sont à l'origine de la codification de nombreuses formes de Wushu, et plus particulièrement celles du Taijiquan dont voici quelques-unes:
- Formes du style Yang dite « Formes simplifiées » : 24 mouvements à mains nues et 32 mouvements à l'épée
- Les quatre principales formes actuelles des styles Chen, Yang, Wu et Sun
- Formes du style Chen à mains nues et à l'épée
- Formes combinées à mains nues et à l'épée en 42 mouvements
- Forme de tuishou en Taijiquan (Poussées des mains)
- Forme de sanshou en Taijiquan (Dispersion des mains)

En 2001, il ouvre un centre sur le Taiji quan style Dongyue à Tai'an, dans la province du Shandong.